# 宋六陵
宋六陵，或称南宋六陵，是位于中华人民共和国浙江省绍兴市越城区富盛镇的南宋六座帝王陵墓（另外包含一座宋徽宗的陵墓）。原为浙江省文物保护单位。2013年3月，由国务院公布为第七批全国重点文物保护单位（古墓葬）。
七座帝王陵墓分别是：
- 宋徽宗的永祐陵
- 宋高宗的永思陵
- 宋孝宗的永阜陵
- 宋光宗的永崇陵
- 宋宁宗的永茂陵
- 宋理宗的永穆陵
- 宋度宗的永绍陵[1]

## 修建
绍兴元年 (1131年)，元祐太后孟氏去世，宋高宗遵其遗诏将太后的梓宫暂时安置在绍兴县上皇村，名为“攒宫”。绍兴和议签订后 (1141年)，根据和议要求，金国归还宋徽宗赵佶的灵柩以及高宗生母韦太后。徽宗灵柩被暂置于孟后陵附近。以后，南宋皇帝驾崩都浅葬于此，为的是有朝一日收复中原，到时将诸帝遗骨迁往巩义皇陵。此外，宋六陵还有一大批大臣、后妃、宗室的墓葬，和七座帝王墓一起，形成了规模庞大的陵墓群。

## 破坏
元朝至元二十二年 (1285年) 九月，楊璉真珈和允泽率部众到宋六陵，陵使罗铣竭力相争，不让开陵，允泽拔刀相逼，罗铣无奈大哭而去。楊璉真珈盗宁宗、理宗、杨后等陵。他们将棺中宝物尽数取走，又把理宗的尸体倒悬，沥取注入腹中的水银。又接着盗掘徽宗、高宗、孝宗、光宗诸陵共计达一百一十一处，掠去随葬的金银珠宝。
其中，徽宗陵的“马乌玉笔箱”、“铜凉拨锈管”，高宗陵的“真珠戏马鞍”，光宗陵的“交加白齿梳”、“香骨案”，理宗陵的“伏虎枕”、“穿云琴”、“金猎晴”，度宗陵的“玉色藤丝盘”、“鱼景琼扇柄”等物最为名贵。
绍兴人唐珏，三十二岁，变卖家产，备办酒席，邀约乡里提议收埋先帝遗骨，用拾取荒郊兽骨放置塋地，以假乱真。理宗赵昀的颅骨特大，未敢更易。
唐珏收取帝、后骨骸后七天，杨琏真珈命人将宋理宗颅骨镶银涂漆，制成骷髅碗。将布散于坟地的骨殖收集于临安故宫中，上筑高十三丈的白塔压之，名曰“镇本”，《南宁杂事诗》有云：“故宫忽见旧冬青，一塔如山塞涕零。领访鱼影香骨案，更从何处哭帝陵。” 后来，此塔已在元朝时毁于雷火，“火燃三日而止”。
文化大革命前，每一丛松树下面的皇陵都有一个小土堆坟包，并且有个标志，文革期间所有的土堆都扒平了，当时绍兴师范学校还挖了两口井，在挖井的时候曾挖到地下皇陵墓道，用青砖交错砌建而成，保存还相当完整。此外，部分皇陵墓碑等文物也遭损毁，文革结束后宋六陵残存的地面建筑几不复存。

## 外部連結
- 寻陵绍兴之泯灭的皇陵－宋六陵 （页面存档备份，存于）